# Die Frau auf der Treppe
Im Roman Die Frau auf der Treppe von Bernhard Schlink aus dem Jahr 2014 steht eine Frau zwischen zwei Männern, ein weiterer verliebt sich in sie. Sie flüchtet und entzieht sich allen drei Männern. Nach über 40 Jahren, in denen sie verschwunden blieb, treffen die vier Personen in Australien wieder zusammen. Ein Zusammenhang mit der linksextremistischen Rote Armee Fraktion RAF wird enthüllt. Die Frau ist sterbenskrank, und der Mann, dessen Liebe wieder aufflammt, begleitet sie bis zum Tod.

## Die Geschichte
Erster Teil. Die Geschichte wird von dem dritten Mann als Ich-Erzähler aus der Rückschau gestaltet. Sein Name wird nicht genannt. Die Geschichte spielt 1968 und etwa 2010. – Der erfolgreiche Unternehmer Peter Gundlach (ca. 40 Jahre alt) hatte ein Bild seiner Ehefrau Irene (Anfang 20 Jahre) von dem Maler Karl Schwind (Anfang 30 Jahre) malen lassen. Auf dem türgroßen Bild kommt Irene frontal dem Betrachter zugewandt und nackt eine Treppe herunter. Gundlach hat das Bild erhalten und bezahlt, aber Irene hat ihn verlassen und lebt mit Schwind zusammen. Gundlach lehnt eine Scheidung ab. Irene hat aus einem Erbe »eigenes Geld«. Sie arbeitet im „Museum für Kunsthandwerk, Design“.
Beide Männer wollen die Frau und das Bild besitzen. Im Sommer 1968 kontaktieren beide einen jungen Rechtsanwalt aus einer namhaften Frankfurter Kanzlei (etwa 25 Jahre alt) – den späteren Ich-Erzähler. Er soll einen „Vertrag“ aufsetzen, in dem die Rückkehr Irenes zu ihrem Ehemann und die Rückkehr des Bildes zum Maler vereinbart werden. Der Rechtsanwalt verliebt sich in Irene und möchte ihr unter Verletzung seiner beruflichen Pflichten helfen. Mit seiner Beteiligung gelingt es Irene, das Bild an sich zu bringen und dann allen drei Männern zu entkommen.
Gundlach erstattet keine Anzeige und meldet den Diebstahl nicht dem Art Loss Register. Irene und das Bild bleiben verschwunden. Gundlachs Unternehmungen wachsen. Er heiratet erneut und hat Kinder. Schwind wird zum „berühmtesten und teuersten zeitgenössischen Maler“. Die berufliche Verfehlung des Rechtsanwalts bleibt folgenlos. Er wird Partner und Senior seiner Kanzlei; er heiratet eine Kollegin, das Paar bekommt drei Kinder. Später verunglückt die Ehefrau tödlich.
Zweiter Teil. Ca. 40 Jahre später führt der Ich-Erzähler Vertragsverhandlungen in Sydney. Nach deren Abschluss sieht er in einer Kunstgalerie das Bild von Irene. Eine Detektivagentur macht für ihn ihren Aufenthaltsort in der Nähe von Sydney ausfindig. Er sucht sie auf, sie weist ihn nicht ab. Sie lebt dort seit 1990 alleinstehend, unter falschem Namen und illegal in einem Haus an der Küste in einem Naturschutzgebiet. Ihre Zahlungen macht sie mit einer deutschen Kreditkarte. Sie ist Krankenschwester und hilft Nachbarn. Sie hat über die Jahre »verlassenen, streunenden, drogen- oder alkoholabhängigen Kindern« ein zeitlich begrenztes Zuhause und Unterstützung geboten.
Kurz darauf tauchen Gundlach und Schwind auf. Irene hatte das Bild an die Galerie gegeben in dem Wunsch, beide noch einmal zu sehen. Gundlach möchte das Bild zurückbekommen, Schwind möchte Bild und Frau auf seiner Ausstellung in New York präsentieren. Beide bitten nicht. Gundlach und der Erzähler möchten zudem Erklärungen von ihr. Gundlach berichtet, Irene werde in Deutschland von der Polizei gesucht und sei auf einem Fahndungsplakat kaum erkenntlich abgebildet. Er habe damals befürchtet, von ihr oder ihren »Freunden« erschossen zu werden »für die Revolution«. Irene antwortet: »Ich hätte dir nichts getan. […] Ich war aus den Fugen, frei von allem, was mich begrenzt – und allem, was mich gehalten hatte. Ein Leben wie eine Sucht. Danach war ich wie auf Entzug.« Irene wurde 1980 in der damaligen DDR aufgenommen (s. RAF-Aussteiger). »Aber das Leben dort war meine Rettung. Nach den verrückten Jahren war es wie der Aufenthalt in einem Sanatorium« (S. 143 f). Nach der Wende ist sie der Verhaftung entgangen, weil sie kurz nach dem Mauerfall mit ihrem noch bis 1990 gültigen Pass nach Australien ging. Das Bild, das von ihrer Mutter aufbewahrt worden war, nahm sie mit. Gundlach fragt mehrmals nach: »Du hast noch immer nicht gesagt, was du damals getan hast.« Irene entgegnet: »Ob ich einen umgebracht habe? Meinst du das? Ich war eben dabei. Ich wusste noch nicht, dass sich nichts ändert. Niemand wusste es« (S. 160). Mehr gibt Irene nicht preis. Sie äußert auch später weder Bedauern noch Reue. – Irene hat das Bild, das jetzt »mehr als zwanzig Millionen wert« ist, der Galerie geschenkt. Die Galerie ist »gutgläubig Eigentümerin geworden«. Gundlach und Schwind reisen ab.
Dritter Teil. Der Erzähler bleibt. Ihm gegenüber hatte Irene geäußert: »Es tut mir leid, dass ich dich damals verletzt habe. Ich fühlte mich so eingesperrt, dass ich nur ausbrechen wollte und mir alles andere egal war. […] Ich habe andere schlimmer benutzt als dich.« Sie hat Bauchspeicheldrüsenkrebs und wird nicht mehr lange leben. Sie nehmen ihre Beziehung wieder auf und finden zueinander. Er versorgt und pflegt sie. Er lässt die Nähe zu, die sie ihm schenkt. Er interessiert sich nicht mehr für ihre Vergangenheit. Seine Liebe gilt der gegenwärtigen Irene. Bei einem Buschbrand kann er Irene und sich mit dem Boot retten. Er schläft ein, am nächsten Morgen ist Irene nicht mehr im Boot. „Sie war am Morgen aufgewacht, hatte sich an den Rand des Boots gequält und fallen lassen.“ Seine Zeit mit Irene betrug 14 Tage. „Wie sollte ich ohne sie leben, was ich mit ihr gelernt hatte? […] Ich wollte mein altes Leben nicht mehr.“ Der Roman endet mit der Rückkehr des Erzählers nach Frankfurt.
An Irenes Beispiel wird die Frage beantwortet, wie eine Person nach einem jahrelangen Leben im terroristischen Untergrund und nach Straftaten weiterlebt: Es ist möglich, danach ein normal erscheinendes Lebens zu führen; die Person ist nicht mehr gefährlich. Irenes Teilnahme an terroristischen Aktivitäten war nur teilweise politisch motiviert als Streben nach »Gerechtigkeit für die Ausgebeuteten und Erniedrigten« (S. 111). Ihr Bericht über ihre Flucht in die DDR ist ein Schuldeingeständnis. Jedoch gibt sie keine ausreichende Aufklärung, und die Hinterbliebenen, darunter die Opfer, müssen damit leben.
Im Roman Das Wochenende von 2008 behandelt Schlink ein vergleichbares Thema. Ein deutscher Terrorist, der wegen vier Morden verurteilt worden war, wird auf seinen Antrag hin begnadigt und nach 23 Jahren aus der Haft entlassen. Anlass für seinen Antrag war seine fortgeschrittene Krebserkrankung. Frühere Freunde und Sympathisanten verbringen mit ihm das erste Wochenende in Freiheit. Er gibt eine Erklärung ab, mit der er aber kein Verständnis findet. Er hat die Terroristen-Rolle abgelegt, will nur ein privates Leben führen und arbeiten; er zeigt keine Reue.
Nils Minkmar schreibt 2015 im Hinblick auf den nahöstlichen Terrorismus: „Auch der Terrorismus kann enden. […] In vielen Fällen werden Terroristen, ihr Milieu, ihre Unterstützer nicht durch Polizei und Militär besiegt, sie gehen einfach in Rente, und sei es nach jahrelanger Haftstrafe.“

## Kritik
In Rezensionen wird vorwiegend auf die komplizierten Beziehungen zu Beginn und auf die späte Liebe abgehoben. Die Geschichte „reicht gerade für einen kleinen Liebesroman, einen, zugegeben, ziemlich originellen“. Es wird von einer „flotten [und] guten Komödie“ gesprochen. Irenes Flucht mit dem VW-Bus wird als „groteske [und] durch und durch unwahrscheinliche Episode“ gewertet. Der Roman sei „ein masslos enttäuschendes Buch, kaum mehr als eine verkitschte Seifenoper.“ Der Autor habe „die Konstellation […] nur konstruiert, ausgedacht, passgerecht zusammengesetzt, aber nicht mit Leben erfüllt.“
Irenes Verbindung zum linksradikalen Untergrund wird eher beiläufig und nicht von allen Rezensenten erwähnt. Sie habe, „ohne dass man darüber Genaueres erfährt, viele Jahre in der linken Terrorszene und dann versteckt in der DDR verbracht.“ Schlink wird als „der Vergangenheitsbewältiger“ bezeichnet. Im Vergleich zu Der Vorleser sei Die Frau auf der Treppe „das bessere Buch geworden.“ Der „Blick in die Vergangenheit“ der Frau und des Mannes werde „mit einer DDR-Geschichte und BRD-Terrorismus angerührt.“ Irene „hat eine Vergangenheit als RAF-Terroristin hinter sich, von der wir wenig erfahren. Und nicht nur Terroristin war sie, sondern eine der RAF-Aussteigerinnen, die das Glück hatten, in der DDR von 1980 bis zur Wende Aufnahme zu finden.“